# Góra
Góra (in tedesco Guhrau) è un comune urbano-rurale polacco del distretto di Góra, nel voivodato della Bassa Slesia.
Ricopre una superficie di 268,74 km² e nel 2004 contava 20 919 abitanti.
Diede i natali ai filosofi tedesco Kuno Fischer e Benno Erdmann.